# 2-я гвардейская кавалерийская дивизия (Российская империя)
2-я гвардейская кавалерийская дивизия — кавалерийское соединение Русской императорской гвардии
Штаб-квартира: Санкт-Петербург. Формирование входило в состав Гвардейского корпуса.

## Предыстория
28 октября 1810 года сформирована 1-я кавалерийская дивизия (начальник генерал-майор Корф, Фёдор Карлович) в составе 5 бригад:
- 1-я бригада (генерал-майор Шевич, Иван Егорович):
  - лейб-гвардии Драгунский полк
  - лейб-гвардии Уланский полк
- 2-я бригада (генерал-майор Орлов-Денисов, Василий Васильевич):
  - лейб-гвардии Гусарский полк
  - лейб-гвардии Казачий полк
- 3-я бригада (генерал-майор Каховский, Пётр Демьянович):
  - Рижский драгунский полк
  - Елизаветградский гусарский полк
  - Польский уланский полк
- 4-я бригада (генерал-майор Шепелев, Дмитрий Дмитриевич):
  - Псковский драгунский полк
  - Нежинский драгунский полк
  - Ямбургский драгунский полк
  - Гродненский гусарский полк
- 5-я бригада (генерал-майор Алексеев, Илья Иванович):
  - Финляндский драгунский полк
  - Митавский драгунский полк

4 февраля 1811 года 1-я и 2-я бригады 1-й кавалерийской дивизии были выделены в новую Гвардейскую кавалерийскую дивизию в составе двух бригад:
- 1-я бригада:
  - лейб-гвардии Драгунский полк
  - лейб-гвардии Уланский полк
- 2-я бригада:
  - лейб-гвардии Гусарский полк
  - лейб-гвардии Казачий полк
  - лейб-гвардии Черноморская сотня
  - лейб-Уральская сотня (с 06.04.1830 года — лейб-гвардии Уральская сотня)

03.04.1814 года — Во 2-ю бригаду включен вновь сформированный лейб-гвардии Конно-Егерский полк
29.08.1814 года — Гвардейская кавалерийская дивизия переименована в Легкую Гвардейскую Кавалерийскую дивизию. Состав войск остался прежним.
04.03.1816 года — Черноморская лейб-гвардии сотня включена в состав лейб-гвардии Казачьего полка
28.01.1819 года — В состав 2-й бригады включен вновь сформированный лейб-гвардии Конно-Пионерный эскадрон
20.07.1827 года — В состав 2-й бригады включен вновь сформированный лейб-гвардии Крымско-Татарский эскадрон
Состав дивизии на 1831 год:
- 1-я бригада:
  - лейб-гвардии Драгунский полк
  - лейб-гвардии Уланский полк
- 2-я бригада:
  - лейб-гвардии Гусарский полк
  - лейб-гвардии Конно-Егерский полк
  - лейб-гвардии Казачий полк
  - лейб-гвардии Кавказско-Горский полуэскадрон
  - лейб-гвардии Конно-Артиллерийская бригада

22.08.1831 года (штаты утверждены 15.05.1832 года) дивизия стала именоваться 1-й Легкой Гвардейской Кавалерийской дивизией.
Состав дивизии на 1833 год:
- 1-я бригада:
  - лейб-гвардии Конно-Гренадерский полк (06.12.1831 года переименованный из лейб-гвардии Драгунского полка)
  - лейб-гвардии Уланский полк
- 2-я бригада:
  - лейб-гвардии Гусарский полк
  - лейб-гвардии Казачий полк

22.08.1831 г. (штаты утверждены 15.05.1832 года) на основе расположенных в Царстве Польском войск Гвардейской Кавалерийской дивизии Резервного Корпуса (иначе Гвардейского Варшавского отряда) сформирована 2-я Легкая Гвардейская Кавалерийская дивизия.
Состав дивизии на 1833 год:
- 1-я бригада:
  - лейб-гвардии Конно-Егерский полк
  - лейб-гвардии Уланский Его Высочества Цесаревича Константина Павловича полк
- 2-я бригада:
  - лейб-гвардии Гродненский Гусарский полк
  - Казачий Атаманский полк

03.04.1833 года — лейб-гвардии Конно-Егерский полк переименован в лейб-гвардии Драгунский полк
16.08.1857 года — в результате слияния 1-й Легкой Гвардейской Кавалерийской дивизии и 2-й Легкой Гвардейской Кавалерийской дивизии сформирована 2-я гвардейская кавалерийская дивизия

## История дивизии

### Формирование
- 1857—1918 — 2-я гвардейская кавалерийская дивизия

### Боевые действия
Дивизия активно участвовала в Восточно-Прусской операции 1914 г.
2 — 8 июля 1915 года дивизия активно участвовала в Грубешовском сражении. Дивизия — участница Люблин-Холмского сражения 9 — 22 июля 1915 г.

## Состав дивизии
- 1-я бригада (Санкт-Петербург)
  - л.-гв. Конно-Гренадерский полк
  - л.-гв. Уланский Её Величества Государыни Императрицы Александры Феодоровны полк
- 2-я бригада (Санкт-Петербург)
  - л.-гв. Драгунский полк
  - л.-гв. Гусарский Его Величества полк
- 2-й дивизион л-гв. Конной Артиллерии — без 3-й батареи

## Командование дивизии
Командующий в дореволюционной терминологии означал временно исполняющего обязанности начальника или командира. Должности начальника дивизии соответствовал чин генерал-лейтенанта, и при назначении на эту должность генерал-майоров они оставались командующими до момента своего производства в генерал-лейтенанты.

### Начальники дивизии
Начальники Гвардейской кавалерийской дивизии
- 13.02.1811 — 06.06.1811[10] — генерал-майор Янкович де Мириево, Иван Фёдорович
- хх.06.1811 — хх.хх.1813 — генерал-майор Депрерадович, Николай Иванович
- 14.04.1813 — 04.10.1813[11] — генерал-майор (с 30.08.1813 генерал-лейтенант) Шевич, Иван Егорович
- хх.хх.1813 — хх.хх.1814 — командующий генерал-майор Чаликов, Антон Степанович

Начальники Лёгкой гвардейской кавалерийской дивизии
- 29.08.1814 — 17.07.1818 — генерал-адъютант, генерал-лейтенант Васильчиков, Илларион Васильевич
- 17.07.1818 — 28.03.1821[12] — генерал-майор Чаликов, Антон Степанович
- 18.04.1821 — 06.12.1826 — генерал-адъютант, генерал-лейтенант (с 22.08.1826 граф) Чернышёв, Александр Иванович
- 06.12.1826 — 22.08.1831 — генерал-адъютант, генерал-лейтенант Чичерин, Пётр Александрович

Начальники 1-й лёгкой гвардейской кавалерийской дивизии
- 22.08.1831 — 18.12.1833 — генерал-адъютант, генерал-лейтенант Чичерин, Пётр Александрович
- 18.12.1833 — 28.02.1835 — генерал-майор (с 01.01.1835 генерал-лейтенант) Слатвинский, Петр Иванович
- 28.02.1835 — 22.11.1837 — генерал-майор (с 06.12.1835 генерал-лейтенант) Пенхержевский, Александр Лаврентьевич
- 25.12.1837 — 24.10.1848 — генерал-лейтенант Ланской, Павел Петрович
- 24.10.1848 — 21.01.1849 — генерал-лейтенант Энгельгардт, Антон Евстафьевич
- 21.01.1849 — хх.хх.1850 — генерал-адъютант, генерал-лейтенант герцог Лейхтенбергский, Максимилиан
- 22.02.1850 — 06.12.1855 — генерал-адъютант генерал-лейтенант (с 09.05.1853 граф) Анреп (с 09.05.1853 Анреп-Эльмпт), Иосиф Романович
- 06.12.1855 — 26.08.1856 — генерал-лейтенант Типольт, Карл Карлович
- 26.08.1856 — 16.08.1857 — генерал-адъютант, генерал-лейтенант великий князь Николай Николаевич Старший

Начальники 2-й гвардейской кавалерийской дивизии
- 16.08.1857 — 12.04.1859 — генерал-адъютант генерал-лейтенант великий князь Николай Николаевич Старший
- 12.04.1859 — 13.11.1861 — генерал-лейтенант барон Будберг, Александр Богданович
- 13.11.1861 — 10.08.1864 — генерал-лейтенант (с 22.07.1864 генерал-адъютант) барон Бюлер, Карл Фёдорович
- 13.08.1864 — 19.10.1868 — генерал-майор Свиты Е. И. В. (с 30.08.1864 генерал-лейтенант) Дубельт, Николай Леонтьевич
- 19.10.1868 — хх.хх.1873 — генерал-лейтенант барон фон Штакельберг, Карл Карлович
- 18.12.1873 — 27.07.1875 — командующий генерал-майор Свиты (с 17.04.1874 генерал-адъютант) граф Мусин-Пушкин, Александр Иванович
- 27.07.1875 — 29.12.1877 — генерал-майор Свиты (с 30.08.1876 генерал-лейтенант, с 03.07.1877 генерал-адъютант) Гурко, Иосиф Владимирович
- 02.01.1878 — 23.09.1884 — генерал-лейтенант (с 24.08.1878 генерал-адъютант) барон Дризен, Александр Фёдорович
- 20.11.1884 — 16.06.1886 — командующий генерал-майор Дохтуров, Дмитрий Петрович
- 22.06.1886 — 09.12.1890 — генерал-лейтенант Винберг, Виктор Фёдорович
- 11.12.1890 — 06.05.1895 — генерал-майор (с 26.02.1893 генерал-лейтенант) великий князь Николай Николаевич Младший
- 30.05.1895 — 16.08.1896 — генерал-майор (с 14.03.1896 генерал-лейтенант) Остроградский, Всеволод Матвеевич
- 16.08.1896 — 30.08.1896 — врид генерал-майор великий князь Дмитрий Константинович
- 30.08.1896 — 14.03.1901 — генерал-лейтенант Остроградский, Всеволод Матвеевич
- 04.04.1901 — 15.05.1905 — генерал-лейтенант (с 11.09.1903 генерал-адъютант) Скалон, Георгий Антонович
- 24.05.1905 — 19.04.1906 — генерал-майор (с 02.04.1906 генерал-лейтенант) Ширма, Константин Антонович
- 19.04.1906 — 05.01.1909 — генерал-майор (с 06.12.1906 генерал-лейтенант) Брусилов, Алексей Алексеевич
- 05.01.1909 — 29.01.1912 — генерал-лейтенант Безобразов, Владимир Михайлович
- 29.12.1912 — 11.10.1914 — генерал-лейтенант Раух, Георгий Оттонович
- 11.10.1914 — 13.05.1915 — командующий генерал-майор фон Гилленшмидт, Яков Фёдорович
- 13.05.1915 — 23.11.1916 — генерал-майор Свиты (с 15.05.1916 генерал-лейтенант) Эрдели, Иван Георгиевич
- 03.12.1916 — хх.хх.1917 — генерал-майор Свиты (с 1917 генерал-лейтенант) Абалешев, Александр Александрович

### Начальники штаба дивизии
Должность начальника штаба дивизии введена 1 января 1857 года.
- 01.01.1857 — 19.04.1864[13] — полковник Гершельман, Константин Иванович
- 19.04.1864 — 02.10.1866 — полковник Драгомиров, Михаил Иванович
- 02.10.1866 — 01.02.1875 — подполковник (с 20.04.1869 полковник) Левицкий, Казимир Васильевич
- 08.02.1875 — 06.06.1878 — полковник Бунаков, Василий Александрович
- 31.12.1879 — 26.04.1882 — полковник Гудим-Левкович, Павел Константинович
- 29.04.1882 — 04.01.1884 — полковник Пузыревский, Александр Казимирович
- 07.01.1884 — 01.01.1889 — полковник Сахаров, Виктор Викторович
- 01.01.1889 — 19.11.1891 — полковник Палицын, Фёдор Фёдорович
- 19.11.1891 — 07.02.1898 — полковник Преженцов, Яков Богданович
- 21.02.1898 — 26.03.1900 — полковник Дубасов, Николай Васильевич
- 03.04.1900 — 31.12.1901 — полковник Преженцов, Александр Богданович
- 25.01.1902 — 17.08.1902 — полковник Зайончковский, Андрей Медардович
- 18.09.1902 — 12.02.1904 — полковник Мориц, Александр Арнольдович
- 07.03.1904 — 17.01.1909 — подполковник (с 06.12.1904 полковник) Беляев, Владимир Васильевич
- 24.01.1909 — 18.10.1914 — полковник Богаевский, Африкан Петрович
- 08.11.1914 — 15.03.1915 — полковник Свечин, Михаил Андреевич
- 05.05.1915 — 24.12.1915 — и. д. полковник фон Крузенштерн, Оттон Акселевич
- 05.03.1916 — 12.08.1917 — подполковник(с 15.08.1916 полковник) Брендель, Виктор Александрович

### Командиры 1-й бригады
В период с 28 марта 1857 по 30 августа 1873 должности бригадных командиров были упразднены. В гвардии назначение новых командиров бригад произошло 2 октября 1873.
- 02.10.1873 — 18.12.1873 — генерал-майор Свиты Эссен, Александр Антонович
- 18.12.1873[14] — 27.07.1875 — генерал-майор Свиты Гурко, Иосиф Владимирович
- 27.07.1875 — 18.08.1880 — генерал-майор Свиты Клот, Владимир Андреевич
- 18.08.1880 — 14.06.1883 — генерал-майор Свиты князь Романовский-Лейхтенбергский, Евгений Максимилианович
- 14.07.1883 — 20.11.1884 — генерал-майор Свиты Нирод, Николай Евстафьевич
- 20.11.1884 — 09.03.1886 — генерал-майор Тевяшёв, Николай Николаевич
- 16.03.1886 — 27.07.1891 — генерал-майор Свиты граф Менгден, Георгий Фёдорович
- 07.01.1892 — 09.11.1892 — генерал-майор Остроградский, Всеволод Матвеевич
- 28.11.1892 — 24.02.1893 — генерал-майор Максимович, Константин Клавдиевич
- 16.03.1893 — 27.01.1895 — генерал-майор Зыков, Иван Сергеевич
- 27.01.1895 — 12.05.1895 — генерал-майор Пильсудский, Александр Мечиславович
- 18.12.1895 — 19.02.1897 — генерал-майор Зыков, Иван Сергеевич
- 06.03.1897 — 01.02.1898 — генерал-майор Баранов, Пётр Петрович
- 07.02.1898 — 26.04.1900 — генерал-майор Шмит, Евгений Оттович
- 17.05.1900 — 30.01.1902 — генерал-майор Дубенский, Александр Николаевич
- 11.04.1902 — 28.12.1903 — генерал-майор Ширма, Константин Антонович
- 28.12.1903 — 23.03.1905 — генерал-майор Свиты великий князь Дмитрий Константинович
- 04.04.1905 — 19.06.1905 — генерал-майор барон фон Неттельгорст, Пётр Робертович
- 19.06.1905 — 23.05.1907 — генерал-майор Девель, Даниил Фёдорович
- 24.05.1907 — 07.02.1912 — генерал-майор Свиты барон Жирар-де-Сукантон, Лев Фёдорович
- 03.03.1912 — 20.11.1913 — генерал-майор Свиты Бернов, Евгений Иванович
- 24.12.1913 — 11.07.1915 — генерал-майор Свиты князь Белосельский-Белозерский, Сергей Константинович
  - хх.хх.1914 — 20.11.1914 — командующий генерал-майор Лопухин, Дмитрий Александрович
- 11.07.1915 — 21.11.1915 — генерал-майор Свиты Шевич, Георгий Иванович
- 19.12.1915 — 18.04.1917 — генерал-майор Свиты Княжевич, Дмитрий Максимович
- 14.05.1917 — хх.хх.хххх — полковник Гревс, Александр Петрович

### Командиры 2-й бригады
- 02.10.1873 — 14.09.1874[15] — генерал-майор Свиты граф Воронцов-Дашков, Илларион Иванович
- 25.02.1875 — 21.11.1877[16] — генерал-майор Леонов, Николай Степанович
- 20.11.1884 — 19.10.1888 — генерал-майор Свиты граф Нирод, Николай Евстафьевич
- 10.11.1890 — 11.12.1890 — генерал-майор великий князь Николай Николаевич Младший
- 13.04.1891 — 08.12.1894 — генерал-майор Червонный, Сергей Прокофьевич
- 27.01.1895 — 18.12.1895 — генерал-майор Зыков, Иван Сергеевич
- 16.08.1896 — 17.12 1898 — генерал-майор князь Васильчиков, Сергей Илларионович
- 02.03.1899 — 07.05.1901 — генерал-майор Свиты Бибиков, Сергей Ильич
- 25.05.1901 — 25.05.1903 — генерал-майор князь Одоевский-Маслов, Николай Николаевич
- 25.05.1903 — 12.10.1904 — генерал-майор Свиты Преженцов, Яков Богданович
- 13.10.1904 — 16.02.1906 — генерал-майор Яфимович, Николай Александрович
- 16.02.1906 — 10.02.1907 — генерал-майор фон Крузенштерн, Николай Фёдорович
- 10.02.1907 — 03.09.1907 — генерал-майор барон фон Неттельгорст, Пётр Робертович
- 04.09.1907 — 04.10.1908 — генерал-майор Свиты Орлов, Александр Афиногенович
- 28.10.1908 — 13.12.1911 — генерал-майор Свиты князь Юсупов граф Сумароков-Эльстон Феликс Феликсович
- 13.12.1911 — 14.11.1912 — генерал-майор Свиты Комстадиус, Николай Николаевич
- 14.11.1912 — 11.10.1914 — генерал-майор Свиты граф Менгден, Георгий Георгиевич
- 12.11.1914 — 13.01.1915 — генерал-майор Свиты Арапов, Пётр Иванович
- 13.01.1915 — 30.08.1915 — генерал-майор Свиты граф Нирод, Фёдор Максимилианович
- 30.08.1915 — 19.12.1915 — генерал-майор Свиты Княжевич, Дмитрий Максимович
- 19.12.1915 — 10.03.1917 — генерал-майор Свиты Арсеньев, Евгений Константинович
- 10.03.1917 — хх.хх.хххх — генерал-майор Маслов, Михаил Евгеньевич

### Командиры 3-й бригады
21 октября 1897 эта бригада, располагавшаяся в Варшаве, была выделена из состава 2-й гв. кав. дивизии и включена в состав Сводной кавалерийской дивизии. Далее существовала в качестве Отдельной гвардейской кавалерийской бригады.
- 02.10.1873 — 18.12.1873[14] — генерал-майор Свиты граф Олсуфьев, Алексей Васильевич
- 18.12.1873 — 27.07.1875 — генерал-майор Свиты Эссен, Александр Антонович
- 27.07.1875 — хх.хх.1878 — генерал-майор Свиты граф де Бальмен, Александр Петрович
- 02.03.1878 — 30.08.1881 — генерал-майор Эттер, Николай Павлович
- 30.08.1881 — 26.06.1883 — генерал-майор Струков, Александр Петрович
- хх.хх.1883 — хх.хх.1885 — генерал-майор Свиты принц Саксен-Альтенбургский, Альберт
- 10.01.1885 — 22.10.1889 — генерал-майор Иванов-Луцевин, Николай Фёдорович
- 27.11.1889 — 22.04.1892 — генерал-майор барон Оффенберг, Александр Фёдорович
- 04.05.1892 — 24.11.1894 — генерал-майор Хрулёв, Николай Степанович
- 15.12.1894 — 04.05.1897 — генерал-майор Таль, Александр Яковлевич
- 29.05.1897 — 21.10.1897 — генерал-майор Зандер, Оскар Яковлевич

### Командиры 2-го дивизионал-гв. Конной Артиллерии
- 06.05.1895 — 25.06.1897 — полковник Хитрово, Александр Михайлович
- 25.06.1897 — 29.12.1899 — полковник Кузьмин-Караваев, Дмитрий Дмитриевич
- 03.03.1900 — 17.10.1903 — полковник Ивашинцов, Сергей Васильевич
- 13.11.1903 — 10.04.1904 — флигель-адъютант полковник великий князь Сергей Михайлович
- 28.04.1904 — 13.06.1907 — полковник Багговут, Иван Карлович
- 03.07.1907 — 16.08.1908 — полковник фон Гилленшмидт, Александр Фёдорович
- 25.08.1908 — 16.11.1908 — полковник Гладкий, Степан Васильевич
- 26.11.1908 — 29.11.1912 — полковник Ивашинцов, Николай Васильевич
- 01.12.1912 — 18.12.1915 — полковник (с 30.07.1915 генерал-майор) Виноградский, Александр Николаевич
- 02.01.1916 — 12.01.1917 — полковник Карцов, Александр Николаевич